# Nadine Coyle
Nadine Elizabeth Louise Coyle (Derry, Irlanda do Norte, 15 de junho de 1985) é uma cantora, compositora, empresária, atriz e modelo irlandesa. Nadine ganhou notoriedade em 2001, após vencer a versão irlandesa do reality show Popstars, e se tornar uma das integrantes do grupo pop Six. Porém, descobriu-se que Nadine havia mentido sua idade verdadeira, o que resultou na perda de seu lugar no grupo. Em 2002, voltou ao Reino Unido para participar da versão britânica do programa, o Popstars: The Rivals, e chegou à fama após tornar-se membro do girl group Girls Aloud.
O grupo foi um dos poucos originados em realitys show britânicos a alcançar o sucesso contínuo, acumulando no total uma fortuna de £30 milhões, até maio de 2010. Com as Girls Aloud, Nadine conquistou uma série de 20 singles consecutivos no top 10 do UK Singles Chart (incluindo quatro primeiros lugares), dois álbuns em primeiro lugar no UK Albums Chart, além de receber cinco indicações para o BRIT Awards, vencendo em 2009 como Melhor Single por "The Promise". O grupo anunciou uma pausa em suas atividades para a realização de projetos individuais. Até fevereiro de 2017, a cantora tinha uma conta bancária acima de US$13,5 milhões. Durante a pausa das Girls Aloud, Nadine vem trabalhando em um material solo. Seu álbum de estreia Insatiable foi lançado em 8 de novembro de 2010, através de sua própria gravadora, a Black Pen Records, em parceria com a rede de lojas Tesco. O álbum alcançou o 20º lugar na Irlanda e o 47° lugar no Reino Unido. Seu single Insatiable ficou em terceiro lugar no UK Independent Singles Charts e 26 lugar no UK Singles Charts.
No final de 2017, ela lançou seu novo single "Go to Work" através do Virgin EMI Records. Embora o registro não conseguiu o sucesso comercial adequado, ele ficou no número 57ª no quadro oficial de vendas de singles, que conta apenas vendas pagas no Reino Unido e 52ª lugar no Scottish Singles Chart.

## Biografia
Nadine Coyle nasceu em Derry, na Irlanda do Norte, em 15 de junho de 1985, filha de Lillian e de seu pai Niall Coyle que também é um cantor e ator. Seus pais notaram seu talento para cantar logo cedo, quando ela cantou "Saturday Night at the Movies" dos The Drifters, aos dois anos de idade. Nadine nunca gostou de estudar, mas sempre tirou boas notas. Ela gravou um CD demo em 1999, que foi distribuído para o empresário Louis Walsh e para o programa de entrevistas The Late Late Show. O CD inclui regravações de "Fields of Gold", "Somewhere Over the Rainbow", "Love Is" e a ária "Summertime".

## Carreira

### 2001–2009: Girls Aloud
Em 2001, enquanto estudava na escola secundária Thornhill College, Nadine participou de testes para a versão irlandesa do reality show Popstars, em que Louis Walsh era jurado. Ela conquistou uma das vagas na banda Six, no entanto, foi descoberto que Nadine tinha mentido sua idade. Ela tinha apenas 16 anos, dois anos a menos do que a idade mínima estipulada pelos produtores para participar do grupo. Então retornou à Thornhill College, em Derry. Mais tarde, ela revelou que ter tido câncer, quando descobriu um caroço em seu peito quando tinha 17 anos. Louis Walsh incentivou Nadine a participar do Popstars: The Rivals, a segunda série britânica da franquia internacional Popstars O objetivo da série foi a criação de dois grupos pop - um de garotos e outro de garotas, cada um com cinco integrantes, para participar de uma espécie de "batalha dos sexos", na disputa pelo primeiro lugar no UK Singles Chart na semana do Natal (a mais concorrida do ano).

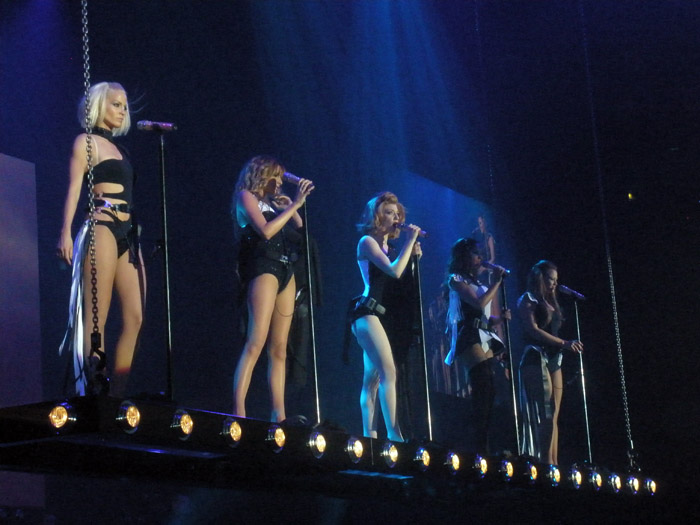
Girls Aloud se apresentando em Manchester em sua turnê Out of Control, 2009

Milhares de candidatos participaram de audições em todo o Reino Unido na esperança de serem escolhidos. Após várias seleções, Nadine se juntou a Cheryl Cole, Sarah Harding, Nicola Roberts e Kimberley Walsh para formar o grupo Girls Aloud, através de votação pública, em 30 de novembro de 2002. O single de estreia do grupo foi "Sound of the Underground", e alcançou o primeiro lugar no UK Singles Chart, tornando-se a música número um do Natal de 2002. As Girls Aloud conquistaram assim o recorde de menor tempo entre a formação do grupo e a obtenção de um primeiro lugar. Em maio de 2003, o grupo lançou seu primeiro álbum, Sound of the Underground.

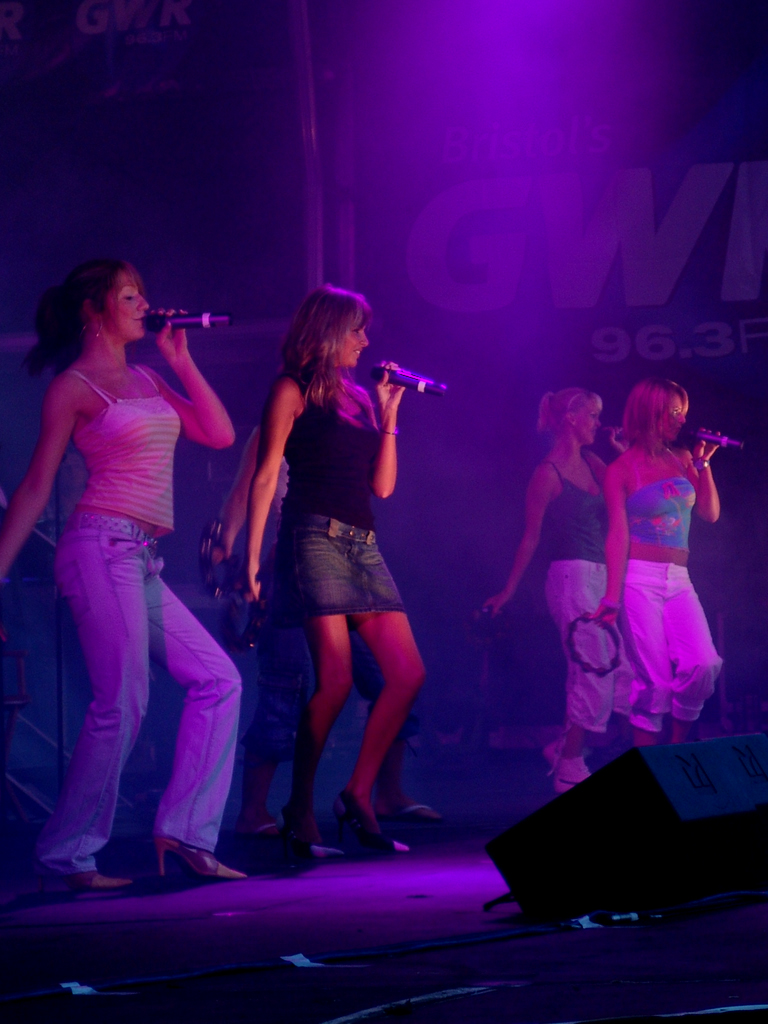
Coyle em 2006

Desde 2003, as Girls Aloud lançaram mais vinte singles, com todos (exceto um) atingindo o top 10, e quinze deles o top 5. Os singles "I'll Stand by You", "Walk This Way" e "The Promise" atingiram a primeira posição. Dois de seus álbuns chegaram ao topo do UK Albums Chart: sua coletânea de hits, The Sound of Girls Aloud, e seu álbum lançado em 2008, Out of Control, os quais já venderam mais de um milhão de cópias cada. Todos os seus discos receberam a certificação de platina. O grupo já foi nomeado cinco vezes ao BRIT Awards, e em 2009 ganhou como Melhor Single Britânico por "The Promise".
As Girls Aloud tornaram-se um dos poucos originados em realitys show a alcançar o sucesso contínuo, acumulando no total uma fortuna de £ 30 milhões, até maio de 2010. A edição 2007 do Guinness World Records classificou-as como o "mais bem sucedido grupo de Reality Show de todos os tempos", e em 2008 detiveram também o recorde de "mais singles consecutivos no top 10 do Reino Unido por um grupo feminino". Trabalhando de perto com os produtores do Xenomania desde o início de suas carreiras, a abordagem inovadora do grupo na música pop ganhou elogios da crítica. O grupo já vendeu mais de dez milhões de discos no mundo inteiro.
Em 2009, as Girls Aloud decidiram que iriam pausar as atividades do grupo e prosseguir seus projetos solo.

### 2009–2013:Insatiable ereunião de 10 anos do Girls Aloud
Nadine Coyle anunciou seus planos de lançar um álbum solo durante a pausa das Girls Aloud. Ela contratou Barbara Charone, que trabalhou com Madonna e Christina Aguilera, como sua publicitária, e Bruce Garfield como seu empresário. Apesar dos rumores iniciais de que três grandes gravadoras estavam interessadas em Nadine, foi noticiado que ela não havia conseguido fechar nenhum contrato para lançar seu material solo, nem mesmo com a Polydor Records, gravadora das Girls Aloud. Em abril de 2010, foi noticiado que ela havia assinado com a Geffen Records, mas logo o contrato foi desfeito. Em agosto de 2010, Nadine assina oficialmente um contrato com a rede de lojas Tesco, lançando o álbum através de seu próprio selo, a Black Pen Records.
Em setembro de 2010, Nadine anunciou o lançamento de seu álbum de estréia, Insatiable, para 8 de novembro. Ela trabalhou com vários compositores e produtores famosos durante as gravações, como Desmond Child, Guy Chambers, Mike Elizondo, Steve Booker, Toby Gad, Tony Kanal e o estreante Ricci Riccardi. Também trabalhou com Lucie Silvas, Kyle Cook do Matchbox Twenty, William Orbit e Tiesto.
O álbum foi precedido pelo lançamento do seu primeiro single, "Insatiable". Co-escrita por Guy Chambers e produzida por Ricci Riccardi, a canção foi classificada como "anos 80", soando semelhante ao som do The Bangles, com batidas pesadas e sendo conduzida a voz da cantora ao som da guitarra. Em 29 de outubro de 2010, Nadine apresentou "Insatiable" ao vivo pela primeira vez no programa Paul O'Grady Live.
Em novembro de 2012, Coyle reuniu-se com o resto de Girls Aloud para comemorar seu décimo aniversário. Em 18 de novembro de 2012, a banda lançou seu novo single "Something New", que também foi o single de caridade oficial para Children in Need. O grupo lançou sua segunda maior compilação de hits Ten em 26 de novembro de 2012. Coyle e o grupo embarcou no Ten: The Hits Tour em fevereiro. Após a conclusão da turnê em março de 2013 o grupo anunciou o rompimento.

### 2015–2018: Nadine EP e Last Singer Standing
Em 4 de abril de 2013, através de sua rede social, Coyle afirmou que ela estava de volta ao estúdio alegando que era emocionante. Ela declarou para Hello Magazine! que tinha planos de fazer uma turnê ao redor do mundo e também está trabalhando em um documentário de TV. No final de junho, Coyle apareceu na ITV Michael Flatley: A Night to Remember, como parte da ITV Especial Music. No programa, ela cantou um cover de "Dangerous Games", pouco tempo depois ela anunciou que iria estrelar ao lado de Flatley em sua 2014 excursão em determinadas datas. Coyle, em agosto, também revelou que ela está em estúdio gravando novas músicas para seu próximo segundo álbum de estúdio, provavelmente devido no meio de 2015. Em 16 de setembro de 2014, Coyle anunciou que começou a trabalhar com o colaborador de longa data Brian Higgins. Em março de 2015, Coyle falou sobre os pormenores relativos seu segundo álbum, afirmando que tinha a intenção de assinar com uma grande gravadora e que som é semelhante ao seu primeiro álbum e também anunciou uma breve turnê com seu amigo Shane Filan, ex-integrante da boyband Westlife, com sua música "I Could Be". Em maio de 2017 a cantora irlandesa afirmou que seu segundo álbum seria lançado neste mesmo ano. Logo após em julho renunciou seu mais novo contrato com a gravadora EMI Records, em agosto a cantora lançou seu mais novo single Go To Work para o dia 8 de setembro.
Em março de 2018 Coyle lançou seu mais novo EP intitulado como Nadine EP contendo apenas quatro canções sendo estas, "September Song", "Gossip", "Something In Your Bones", "Rumours" e Go to Work. Era previsto para começar sua primeira turnê em maio, mas devido a outros compromissos, a cantora cancelou. Em maio de 2019 a cantora anunciou seu mais novo single, chamado Fool For Love. No ano seguinte, em 2020, ela lança seu single All That I Know como parte do Nadine EP. Durante o ano de 2020 Nadine apareceu fazendo parte do documentário na BBC sobre como procedimentos estéticos são prejudiciais a garotas jovens. Em abril de 2021 a cantora apareceu como jurada especial no programa musical irlandês I Can See Your Voice. Desde outubro de 2021 é a mais nova jurada do reality musical Last Singer Standing da RTE.

### 2022–presente: The Girls Aloud Show
Em  julho de 2022 ela se juntou à Cheryl Tweedy, Nicola Roberts e Kimberley Walsh para se reunirem em homenagem à cantora Sarah Harding - falecida em setembro de 2021 - para criar arrecadações para vítimas que sofrem de câncer de mama.Em maio e junho de 2024 elas se reuniram para homenagear Sarah Harding na turnê intitulada The Girls Aloud Show.

## Outros projetos
Como integrante das Girls Aloud, Nadine participou do documentário Girls Aloud: Home Truths, além da série de documentários do canal E4, Girls Aloud: Off the Record, e do programa especial de fim de ano, intitulado The Girls Aloud Party. Nadine mostrou interesse na carreira de atriz, após fazer junto com o grupo uma aparição no filme St. Trinian's como uma colegial, além de participar do show The Great Scape de Keith Barry. Ela ainda fez uma participação no videoclipe de Natasha Bedingfield, "I Wanna Have Your Babies", gravado em Los Angeles.
Nadine contribuiu na produção do livro Dreams that Glitter - Our Story, uma autobiografia das Girls Aloud, lançada em outubro de 2008 pela editora Transworld Bantam Press. O livro mostra fotos inéditas do grupo e inclui passagens sobre a vida pessoal de cada uma, seu sucesso juntas, dicas de estilo, e "tudo o que aprenderam sobre a vida, o amor e a música". O grupo fez uma sessão de autógrafos na livraria Waterstone, em Londres, para promover o lançamento. O título Dreams that Glitter vem de um verso do single de 2007 do grupo, "Call the Shots".
Em março de 2010, Nadine fez sua primeira apresentação solo, cantando "Love Me For a Reason", com o grupo Boyzone, em um tributo à morte de Stephen Gately. Também fez uma participação no álbum Love do Boyz II Men, gravando um cover da música "Back for Good" do Take That. A canção não apareceu na versão final do álbum. Nadine também trabalhou com Jay Sean, mas o material do dueto nunca foi lançado. Nadine apareceu no American's Next Top Model no ano de 2012 como jurada responsável pelo grupo britânico de mulheres que concorria, em sua décima oitava temporada no episódio 6, ao lado de Jessica Sutta antiga integrante do The Pussycat Dolls.
Ela foi convidada para ser garota propaganda da linha feminina da Gillette. Como um membro das Girls Aloud, também participou de campanhas para KitKat, Barbie, Nintendo DS, Samsung e Sunsilk.
Nadine é dona de um pub irlandês chamado Nadine's Irish Mist em Los Angeles. Em dezembro de 2009, visitou Derry, sua cidade natal, acompanhada de seu namorado Jason Bell, para a quebra do recorde de plantar o maior número de árvores em um sítio, em uma hora, por 100 voluntários. Nadine também dedica parte de seu para a caridade, visitando o hospital infantil da Irlanda do Norte.

## Vida pessoal
Nadine atualmente mora em Los Angeles, onde sua família mudou-se para abrir uma rede de autênticos pubs irlandeses. Ela e sua família estão atualmente vivendo em uma mansão em Huntington Beach, Califórnia. Nadine namorou com o jogador de futebol irlandês, Neil McCafferty, seu namorado desde o colegial, até 2003. Também teve um relacionamento com o ator Jesse Metcalfe durante 3 anos. Nadine anunciou estar noiva de seu namorado, o jogador de futebol americano Jason Bell em 2008, com quem namorou por mais de dois anos. O casal ficou juntos até o ano de 2010. Em 2011 Coyle anunciou através de seu Twitter que seu relacionamento com Jason havia acabado. Em 2013 os dois se reataram. Depois de 11 anos juntos, Coyle afirmou ter se separado de Jason em 2019.

## Discografia

### Álbuns
| Ano  | Título | Posição nas Paradas | Posição nas Paradas |     |
| Ano  | Título | IRL                 | RU                  | ESC |
| ---- | --- | ------------------- | ------------------- | --- |
| 2010 | Insatiable - Lançamento: 8 de novembro de 2010 - Gravadora: Black Pen Records - Formatos: CD, download digital | 20                  | 47                  | 51  |

### Extended plays
| Título    | Detalhes                                                                            | Posição nos charts | Posição nos charts | Posição nos charts |
| Título    | Detalhes                                                                            | IRL                | SCO                | UK                 |
| --------- | ----------------------------------------------------------------------------------- | ------------------ | ------------------ | ------------------ |
| Nadine EP | - Lançamento: 22 março de 2018 - Gravadora: Virgin EMI - Formatos: Digital download | —                  | —                  | —                  |

### Singles
| Título                         | Ano  | Charts | Charts | Charts | Charts   | Álbum                 |
| Título                         | Ano  | IRL    | SCO    | UK     | UK Indie | Álbum                 |
| ------------------------------ | ---- | ------ | ------ | ------ | -------- | --------------------- |
| "Insatiable"                   | 2010 | 20     | 23     | 26     | 3        | Insatiable            |
| "Sweetest High"                | 2011 | —      | —      | —      | —        | Não incluído em álbum |
| "I Could Be" (com Shane Filan) | 2015 | —      | —      | —      | —        | Right Here            |
| "Go to Work"                   | 2017 | —      | 52     | —      | —        | Não incluído em álbum |
| "Fool For Love"                | 2019 | —      | —      | —      | —        | Não incluído em álbum |

## Filmografia
| Ano  | Título                                | Papel               | Notas                                                               |
| ---- | ------------------------------------- | ------------------- | ------------------------------------------------------------------- |
| 2001 | Irish Popstars                        | Ela mesma           | Reality musical, deixou o programa por ser menor de idade.          |
| 2002 | Popstars: The Rivals                  | Ela mesma           | Reality musical/Venceu com Girls Aloud.                             |
| 2005 | Girls Aloud: Home Truths              | Ela mesma           | Documentário                                                        |
| 2006 | Girls Aloud: Off the Record           | Ela mesma           | Documentário                                                        |
| 2007 | The Friday Night Project              | Ela mesma           | Apresentadora                                                       |
| 2008 | The Girls Aloud Party                 | Ela mesma           | Programa especial de natal das Girls Aloud.                         |
| 2010 | The Paul O'Grady Show                 | Ela mesma/Convidada | Cantou sua canção de estreia Insastiable.                           |
| 2012 | America's Next Top Model              | Jurada              | "Jessica Sutta and Nadine Coyle" (Episódio 6; temporada 18)         |
| 2012 | Girls Aloud: Ten Years at the Top     | Ela mesma           | Documentário                                                        |
| 2013 | Pop Life, I'm in a Girl Group!        | Ela mesma           | Documentário; Episódio 2 e 3                                        |
| 2013 | Ten: The Hits Tour                    | Ela mesma           | Girls Aloud ao vivo na O2 Arena e última entrevista com o quinteto. |
| 2014 | Lord of the Dance: Dangerous Games    | Ela mesma           | Cantou o título do musical em um programa de televisão inglês.      |
| 2019 | I'm a Celebrity...Get Me Out of Here! | Ela mesma           | Concorrente na 19ª temporada / Ficou em 4º lugar.                   |

| Ano  | Título                                | Papel     | Notas                 |
| ---- | ------------------------------------- | --------- | --------------------- |
| 1999 | Surfing with William                  | Jovem     | Co-protagonista       |
| 2007 | Escola para Garotas Bonitas e Piradas | Ela mesma | Suporte               |
| 2017 | Almofada de Alfinetes                 | Mãe       | Participação especial |